# Soltendieck
Soltendieck ist eine Gemeinde im Landkreis Uelzen, Niedersachsen und liegt in der Lüneburger Heide. Die Gemeinde Soltendieck ist Mitgliedsgemeinde der Samtgemeinde Aue.

## Gemeindegliederung
Die Gemeinde Soltendieck besteht aus dem Kernort Soltendieck und den Ortschaften Bockholt, Heuerstorf, Kakau, Kattien, Müssingen, Thielitz und Varbitz.

## Eingemeindungen
Am 1. Juli 1972 wurden die Gemeinden Bockholt, Heuerstorf, Kakau, Kattien, Müssingen, Thielitz und Varbitz eingemeindet.

## Politik

### Rat
Der Rat  der Gemeinde Soltendieck setzt sich aus neun Ratsfrauen und Ratsherren zusammen.
|      | SPD | WGA | Gesamt |
| 2021 | 2   | 7   | 9      |

Letzte Kommunalwahl am 12. September 2021

### Bürgermeister/Verwaltung
Der Bürgermeister ist Timo Adam (WGA). Bestellter Gemeindedirektor ist Michael Müller (seit 1. Dezember 2017).

### Wappen
| Wappen von Soltendieck | Blasonierung: „Das Wappen der Gemeinde Soltendieck zeigt über silbernem (weißem) Schildfuß neben einer von Rot und Silber (Weiß) gespaltenen rechten Flanke in Rot vor 8 goldenen (gelben) Ähren gekreuzt einen silbernen (weißen) Brotschieber und einen silbernen (weißen) Salzhaken.“    |
| Wappen von Soltendieck | Wappenbegründung: Der Wellenschildfuß steht für die Lage es Ortes am Söltendiecker Graben, der Salzhaken für die frühere Salzgewinnung, der Brotschieber für den historischen Steinbackofen und die Ähren symbolisieren sowohl die Landwirtschaft als auch die acht Ortsteile der Gemeinde. |

### Flagge
|  | 00Hissflagge:„Die Flagge ist weiß-grün geteilt mit dem aufgelegten Wappen in der Mitte.“ |

## Kultur und Sehenswürdigkeiten
Die evangelische Christuskapelle Soltendieck wurde 1973 errichtet.
Der vermutlich 1770 erbaute Steinbackofen wurde letztmals in den 1960er Jahren gewerblich genutzt und 1973 vor dem Verfall gerettet und wieder hergerichtet. Einmal jährlich steht er beim Soltendiecker Steinbackofenfest im Mittelpunkt.
Im Jahr 1927 gründete sich der im Wesentlichen auf Fußballspiel fokussierte Sportverein. Heute besteht der Turn- und Sportverein Soltendieck aus etwa 330 Mitgliedern, ist als gemeinnütziger Verein eingetragen und bietet insbesondere für Kinder und Jugendliche ein umfangreiches Sportprogramm.

## Verkehr
In Soltendieck liegt ein Haltepunkt an der Bahnstrecke Stendal–Uelzen, der im Stundentakt von Regional-Express-Zügen zwischen Uelzen, Stendal und Magdeburg Hbf bedient wird.

## Söhne und Töchter der Gemeinde
- Hermann Henneicke (1886–1966), Politiker (SPD)